# Raúl Alfonsín
Pour les articles homonymes, voir Alfonsín.
Raúl Ricardo Alfonsín, né le 12 mars 1927 à Chascomús et mort le 31 mars 2009 à Buenos Aires, est un avocat et un homme d'État argentin, premier président élu démocratiquement après la dictature militaire, du 10 décembre 1983 au 8 juillet 1989. C'est une des figures les plus importantes de l'histoire de l'Union civique radicale.

## Biographie

### Jeunesse et débuts professionnels
Raúl Alfonsín est né à Chascomús, dans la province de Buenos Aires le 12 mars 1927. Son père était d'origine espagnoles et allemandes tandis que sa mère avait des origines galloises
Après des études secondaires au « lycée militaire général San Martín » (Liceo Militar General San Martín), il est diplômé en droit de l'université de Buenos Aires et devient avocat de profession dans sa ville natale. Alfonsín y crée un journal local (El Imparcial) et est élu à la mairie de la ville en 1951. Par la suite la même année, candidat de l'UCR à un siège à la Chambre des députés, il perd face à un adversaire soutenu par le nouveau parti du leader populiste, Juan Perón. L'opposition de son périodique à un Péron de plus en plus intolérant conduit Alfonsín en prison en 1953. En septembre 1955, un violent coup d'État militaire (appelé Révolution Libératrice — Revolución Libertadora) met fin au gouvernement de Perón et l'interdiction du parti politique péroniste redonne à l'UCR son rôle de plus important des partis politiques de l'Argentine.
Il est élu à la législature provinciale de Buenos Aires en 1958 sur la liste UCRP, une fraction de l'UCR légèrement à droite des vainqueurs des élections de 1958, l'UCRI. Alfonsín est élu à la Chambre des députés en 1963, devenant l'un partisans les plus ardents du président Arturo Illia au Parlement. Il perd son siège quand un coup d'État militaire retire ses fonctions à Illia en 1966. Par suite de développement de divergences avec le parti du leader conservateur modéré, Ricardo Balbín, Alfonsín annonce la formation d'un Mouvement pour le renouveau et le changement — Movimiento de Renovación y Cambio — au sein de l'UCR en 1971. Il se présente comme candidat à des primaires pour la Présidence de la République à l'intérieur de son parti avec Conrado Storani comme candidat à la vice-présidence, mais il perd face à Balbin, qui à son tour est battu par le Parti justicialiste — Partido Justicialista — de Perón. Le retour de l'Argentine à la démocratie en 1973 n'a pas amélioré la situation politique du pays. Un conflit de plus en plus violent entre les extrémistes trotskistes et fascistes conduit à une succession de mesures de répression, principalement contre le premier. Dans cette escalade de violence, Alfonsín participe à la création, en décembre 1975, de l'Assemblée permanente pour les droits de l'homme -Asamblea Permanente por los Derechos Humanos-.

### Présidence
Son parcours vers la présidence débute lors de la Convention Nationale de son parti en 1982 (une fois terminée la guerre des Malouines) en s'opposant à Fernando de la Rúa, qu'il battra plus tard lors des primaires. Il dénonce vivement le pacte militaire-syndical qui liait la junte militaire à la CGT (Confederation General del Trabajo) et accède à la présidence de la nation argentine le 10 décembre 1983, après avoir battu le péroniste Ítalo Argentino Luder.
Le gouvernement d'Alfonsín est reconnu pour ses contributions institutionnelles : rétablissement des institutions publiques et des droits et garanties constitutionnels.
Si d'un côté, les principaux responsables de violations des droits de l'homme durant le régime militaire ont été jugés et condamnés par la justice, le gouvernement d'Alfonsin empêche le jugement de nombreux autres responsables. Soumis à de fortes pressions du secteur militaire et à des tensions internes à son parti, il cède et instaure, avec le consentement de l'opposition, la loi du Punto Final (Point Final) et la loi de Obediencia Debida (Devoir d'obéissance). La première est un mécanisme de prescription anticipée, alors que la seconde disculpe les responsables d'atrocités commises sous les ordres des différents commandants en chefs des forces armées. Ces lois sont considérées comme nulles par le Congrès National en 2003, et finalement déclarées comme inconstitutionnelles par la Cour suprême de justice le 14 juin 2005. Il est en outre confronté à la rébellion des Carapintadas, militaires qui entendent porter un coup d’arrêt à la politique « antimilitariste » de son « gouvernement gauchiste ».
Alfonsín arrête le programme d'enrichissement d'uranium en 1983.
En outre, pendant le gouvernement d'Alfonsín, en 1985, est signé le traité de Paix et d'Amitié avec le Chili (Tratado de Paz y Amistad). Ce traité met fin à une dispute de frontières, alors que, quelques années plus tôt, les deux pays étaient prêts à se déclarer la guerre.
Néanmoins, à cause des graves problèmes économiques qui affectent le pays, avec un taux d'inflation annuel de 343 % en 1988 et supérieur à 3 000 % pour l'année 1989, Alfonsín renonce à la présidence cinq mois avant la fin de son mandat en juillet 1989. Carlos Saúl Menem, élu le 14 mai précédent, termine le mandat en cours avant d'entamer le sien.

### Vie après la présidence et mort
Symbole très respecté du retour à la démocratie, il meurt le 31 mars 2009 des suites d'un cancer du poumon. La présidente Fernández de Kirchner décrète alors trois jours de deuil national et son catafalque est veillé au palais du Congrès de la Nation argentine avant de rejoindre le cimetière de la Recoleta.